# Atmosphère prébiotique

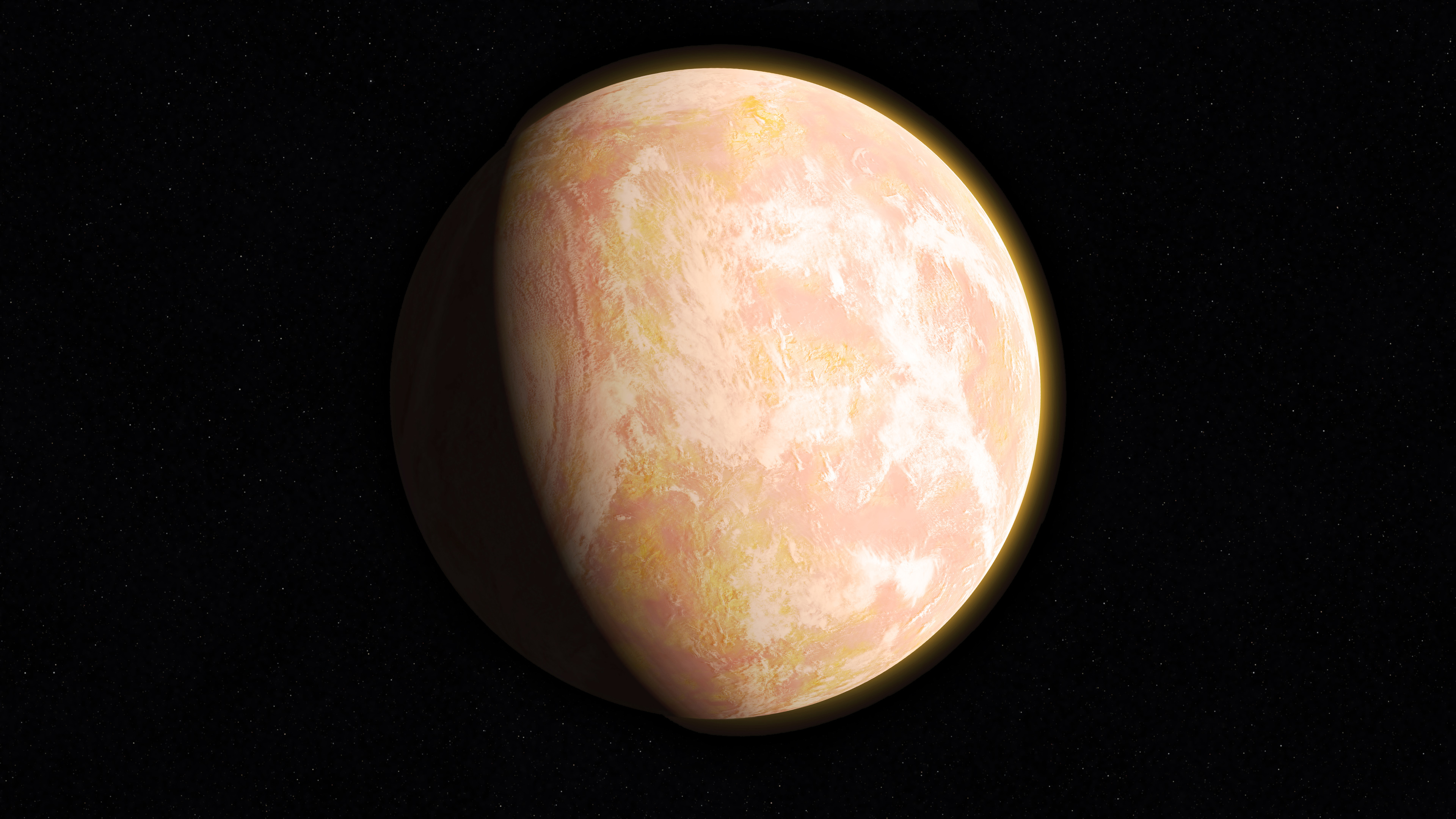
Le point orange pâle, une impression d'artiste de la Terre primitive qui serait apparu orange à travers sa seconde atmosphère prébiotique brumeuse et riche en méthane, étant quelque peu comparable à l'atmosphère de Titan

L'atmosphère prébiotique est la deuxième atmosphère présente sur Terre, juste avant l'actuelle qui est biotique, riche en oxygène, et après la première atmosphère, principalement composée de vapeur d'eau et d'hydrures simples à la formation terrestre. La formation de la Terre, il y a environ 4,5 milliards d’années, a impliqué de multiples collisions et coalescences d’embryons planétaires. Cela a été suivi par une période supérieure à 100 millions d'années sur Terre marquée par la présence d'océan de magma, où l'atmosphère était principalement composée de vapeur et des températures de surface de l'ordre de 8 000 kelvins (7 727 °C). La surface de la Terre s'est ensuite refroidie et l'atmosphère s'est stabilisée, établissant ainsi l'atmosphère prébiotique. Les conditions environnementales au cours de cette période étaient assez différentes de celles d'aujourd'hui : le Soleil était globalement environ 30 % plus sombre mais plus brillant aux longueurs d'onde des rayons ultraviolets et des rayons X,, il y avait un océan liquide, on ne sait pas s'il y avait des continents, mais l'existence d'îles océaniques étaient probables,. La chimie intérieure de la Terre (et donc l'activité volcanique ) était différente, et il y avait un flux plus important d'impacteurs (comètes et astéroïdes) frappant la surface. 
Des études ont tenté de déterminer la composition et la nature de l'atmosphère prébiotique en analysant des données géochimiques et en utilisant des modèles théoriques en rapport avec notre connaissance de l'environnement terrestre primitif. Ces études indiquent que l'atmosphère prébiotique contenait probablement plus de CO2 que la Terre moderne, avait du N2 dans un ordre de 2 des niveaux modernes et des quantités extrêmement faibles d'O2. On pense que la chimie atmosphérique était « faiblement réductrice », et que des gaz réduits comme CH4, NH3 gaz et H2 y étaient présents en petites quantités. La composition de l'atmosphère prébiotique a probablement été périodiquement modifiée par les impacteurs, ce qui peut avoir temporairement provoqué une « forte réduction » de l'atmosphère. 
Reconstituer la composition de l'atmosphère prébiotique est essentiel pour comprendre l'origine de la vie, car elle peut favoriser ou inhiber certaines réactions chimiques à la surface de la Terre considérées comme importantes pour la formation du premier organisme vivant. L'abiogénèse a commencé très tôt à modifier l’atmosphère, il y a au moins 3,5 milliards d’années et peut-être bien avant, ce qui marque la fin de l’atmosphère prébiotique.

## Contexte environnemental

### Établissement de l'atmosphère prébiotique

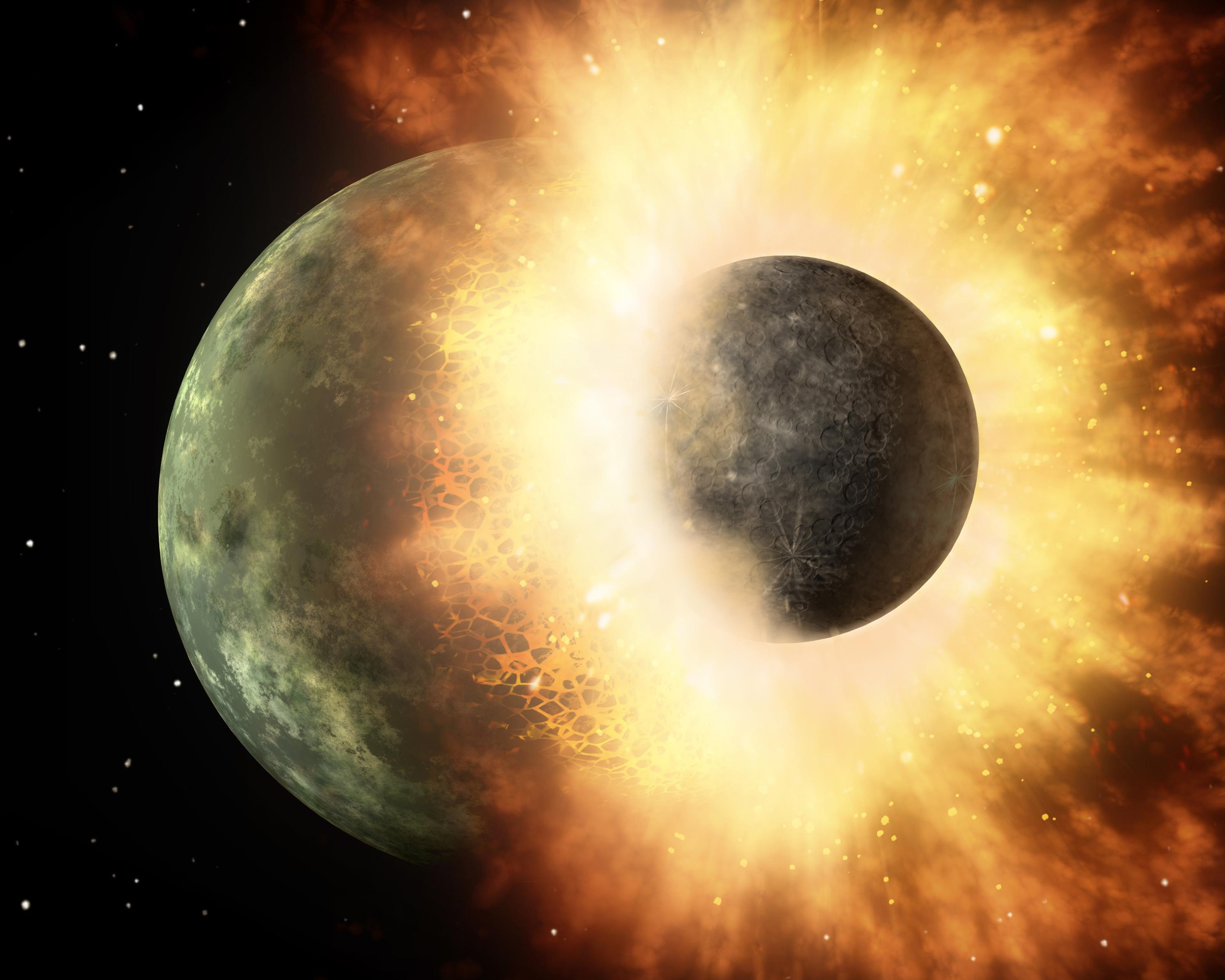
Vue d'artiste de la collision avec Thea

La Terre s'est formée il y a probablement plus de 4,5 milliards d'années par accrétion de matière provenant de la nébuleuse solaire, avec une protoplanète de la taille de Mars nommée Theia et lors de laquelle les ejectas satellisés se sont agrégés par accrétion. La collision a probablement fourni suffisamment d'énergie pour faire fondre la majeure partie du manteau terrestre et en vaporiser environ 20 %, chauffant la surface de la Terre jusqu'à 7 720 °C. La surface de la planète à la suite de cet événement a connu des températures élevées d'environ 2 220 °C, une atmosphère composée de vapeurs et de vapeurs de roches et un océan de magma. Au fur et à mesure que la Terre se refroidissait en évacuant l'excès d'énergie de l'impact, l'océan de magma s'est solidifié et les substances volatiles ont été réparties entre le manteau et l'atmosphère jusqu'à atteindre un état stable. On estime que la Terre est passée d'un environnement chaud après l'impact à un environnement potentiellement habitable avec un recyclage crustal, bien que différent de la tectonique des plaques moderne, environ 10 à 20 millions d'années après l'impact avec Theia, il y a environ 4,4 milliards d'années. L'atmosphère prébiotique est apparue à partir de ce moment dans l'histoire de la Terre jusqu'à l'origine de la vie.
On ne sait pas exactement quand la vie est née. Les preuves directes de vie sur Terre les plus anciennes datent d’environ 3,5 milliards d’années, comme les stromatolithes fossiles du pôle Nord, en Australie occidentale. Les indices éventuels de vie biologique à de temps plus anciens (par exemple il y a 3,8 et 4,1 milliards d'années,) manquent de consistance pour pouvoir affirmer leur origine biotique, et sont donc toujours débattus. Ainsi l'atmosphère prébiotique s'est terminée, il y a 3,5 milliards d'années ou plus tôt (bien avant la Grande Oxydation), la plaçant au début de l'éon archéen ou au milieu à la fin de l'éon hadéen. 

### Facteurs environnementaux
La connaissance des facteurs environnementaux au début de la Terre est nécessaire pour étudier l’atmosphère prébiotique. Une grande partie de ce que nous savons sur l'environnement prébiotique provient des zircons, des cristaux de silicate de zirconium (ZrSiO4),. Les zirconiums ont en effet la propriété d'enregistrer les processus physiques et chimiques lors de leur formation et ils sont particulièrement durables. La plupart de ces minéraux datés de la période prébiotique se trouvent dans la formation de Jack Hills en Australie-Occidentale ,, mais on en trouve également ailleurs.L'étude des données géochimiques de plusieurs zircons prébiotiques montrent par des preuves isotopiques un changement chimique induit par l'eau liquide, indiquant que l'environnement prébiotique avait un océan liquide ne connaissant ni gel ni ébullition. La phase où les continents ont émergé de cet océan liquide s'est produite à une période non-définissable. L'incertitude est donc grande sur l'époque de l'interaction entre la surface prébiotique de la Terre et l'atmosphère, car la présence de terres exposées détermine la vitesse des processus d'altération et fournit des environnements locaux qui peuvent être nécessaires à la abiogénèse. Cependant, des îles océaniques étaient probables. De plus, l'état d'oxydation du manteau terrestre était probablement différent au début, ce qui modifie les flux d'espèces chimiques émises dans l'atmosphère par le dégazage volcanique. 
Des facteurs provenant d’ailleurs du système solaire ont également affecté la Terre prébiotique. Le Soleil était globalement environ 30 % plus sombre au moment de la formation de la Terre. Cela signifie que des niveaux de gaz à effet de serre plus élevés qu’aujourd’hui auraient pu être nécessaires pour empêcher la Terre de geler. Malgré son niveau bas d'énergie, le Soleil primitif a émis plus de rayonnements dans les régimes ultraviolet et X qu’il ne le fait actuellement. En conséquences, des réactions photochimiques différentes ont pu dominer dans l'atmosphère primitive de la Terre, et se répercuter sur la chimie atmosphérique de la planète et sur la formation de composés importants supposés à l'origine de la vie. Enfin, au début du système solaire, il s'est produit un flux significativement plus élevé de corps célestes – comètes et  astéroïdes – impactant la planète,. Ces impacteurs peuvent avoir joué un rôle important dans l'atmosphère prébiotique car ils peuvent transporter des matières, les éjecter de l'atmosphère et en modifier la nature chimique. 

## Composition atmosphérique
La composition exacte de l'atmosphère prébiotique est inconnue en raison du manque de données géochimiques sur cette période. Les études actuelles indiquent généralement que l'atmosphère prébiotique était « faiblement réduite », avec des niveaux élevés de CO2, de N2 d'un facteur de 2 par rapport au niveau moderne, et des quantités négligeables d'O2 et plus de gaz contenant de l'hydrogène que l'atmosphère actuelle (voir infra). Les gaz rares et les produits photochimiques des espèces dominantes étaient également présents en petites quantités,,.

### Gaz carbonique
Le dioxyde de carbone (CO2) est un composé important de l'atmosphère prébiotique qui affecte fortement la température de surface en tant que gaz à effet de serre ; de plus, il se dissout dans l’eau et peut modifier le pH de l’océan. La quantité de dioxyde de carbone dans l'atmosphère prébiotique n'est pas directement déterminée par les données géochimiques et doit être déduite de manière indirecte. 
Il y a des preuves que le cycle carbonate-silicate régule le taux de dioxyde de carbone atmosphérique sur Terre sur des échelles de temps d'environ un million d'années. Le cycle carbonate-silicate est une boucle de rétroaction négative qui module la température de la surface de la Terre en répartissant le carbone entre atmosphère et manteau par plusieurs processus de surface. L'hypothèse que les processus du cycle carbonate-silicate entraîneraient des niveaux élevés de CO2 dans l'atmosphère prébiotique pour compenser l'apport énergétique plus faible du faible jeune Soleil fait l'objet d'études,. L'utilisation de ce mécanisme pour estimer la quantité du CO2 prébiotique fait l'objet de débats. L'incertitude est principalement due au manque de connaissances de la superficie des terres exposées, de la chimie et de la structure intérieures de la Terre primitive, du taux d'altération inversée et d'altération des fonds marins, ainsi que de l'augmentation du flux d'impacteurs. Une étude de modélisation approfondie suggère que le CO2 était environ 20 fois plus abondant dans l'atmosphère prébiotique que la valeur préindustrielle moderne (280 ppm), ce qui aurait entraîné une température moyenne de surface mondiale autour de 259 kelvins (−14,15 °C) et un pH océanique d’environ 7,9. Ceci est en accord avec d'autres études, concluant généralement que l'abondance de dioxyde carbone atmosphérique prébiotique était supérieure à l'abondance moderne,,,, bien que la température globale de surface puisse encore être significativement plus froide en raison de la température ambiante due au jeune Soleil faible.

### Azote
L'azote sous forme de diazote (N2) représente 78 % du volume de l'atmosphère terrestre moderne, ce qui en fait le gaz le plus abondant. Le N2 est généralement considéré comme un gaz ambiant dans l'atmosphère terrestre car il est relativement peu réactif en raison de la force de sa triple liaison. Malgré cela, il n'était pas moins important pour l'environnement prébiotique en raison de son impact sur le climat via la diffusion Rayleigh et il est possible qu'il ait été plus actif photochimiquement sous l'augmentation du rayonnement X et ultraviolet du jeune Soleil. Le N2 était également probablement important pour la synthèse de composés considérés comme essentiels à l'origine de la vie, tels que le cyanure d'hydrogène (HCN) et les acides aminés dérivés de ce dernier. Des études ont tenté d'encadrer la quantité de N2 dans l'atmosphère prébiotique à l'aide d'estimations théoriques, de modèles et de données géologiques. Ces études ont abouti à une série de contraintes possibles sur l'abondance du N2 prébiotique. Par exemple, une étude de modélisation récente qui intègre l'échappement atmosphérique, la chimie du magma océanique et l'évolution de la chimie intérieure de la Terre suggère que l'abondance atmosphérique de N2 était inférieure à la moitié de la valeur actuelle. Cependant, cette étude s'inscrit dans un ensemble de travaux plus vastes qui limitent généralement la quantité du diazote prébiotique à une valeur comprise entre la moitié et le double du niveau actuel,,,.

### Oxygène
L'oxygène sous forme de dioxygène (O2) représente 21 % du volume de l'atmosphère terrestre actuel. L'O2 atmosphérique moderne de la Terre est presque entièrement dû à la biologie (produit lors de la photosynthèse oxygénée), il n'était donc pas aussi abondant dans l'atmosphère prébiotique,. Ceci est favorable à l'origine de la vie, car l'O2 oxyderait les composés organiques nécessaires à l'origine de la vie. L'abondance d'O2 dans l'atmosphère prébiotique peut être théoriquement calculée à l'aide de modèles de chimie atmosphérique,,,,. La principale source d'O2 dans ces modèles est la dégradation et les réactions chimiques ultérieures d'autres composés contenant de l'oxygène. Les photons solaires ou la foudre peuvent briser les molécules de CO2 et de H2O, libérant ainsi des atomes d'oxygène et d'autres radicaux (c'est-à-dire des gaz hautement réactifs dans l'atmosphère). L'oxygène libre peut ensuite se combiner en molécules d'O2 via plusieurs voies chimiques. La vitesse à laquelle l'O2 est créé dans ce processus est déterminée par le flux solaire entrant, la vitesse de la foudre et l'abondance des autres gaz atmosphériques qui participent aux réactions chimiques (par exemple CO2, H2O, OH), ainsi que leurs distributions verticales. L'O2 est éliminé de l'atmosphère via des réactions photochimiques qui impliquent principalement H2 et CO près de la surface. La plus importante de ces réactions démarre lorsque H2 est divisé en deux atomes d'H par l'arrivée de photons solaires. Le H libre réagit ensuite avec O2 et forme finalement H2O, entraînant une élimination nette de O2 et une augmentation nette de H2O. Les modèles qui simulent toutes ces réactions chimiques dans une atmosphère prébiotique potentielle montrent qu'une abondance atmosphérique d'O2 extrêmement faible est probable,,,,. Dans un de ces modèles qui suppose des valeurs pour les abondances et les sources de CO2 et de H2, le rapport de mélange volumique d'O2 est calculé comme étant compris entre 10−18 et 10−11 près de la surface et jusqu'à 10−4 dans la haute atmosphère. 

### Hydrogène et gaz réduits
L'abondance d'hydrogène dans l'atmosphère prébiotique peut être considérée du point de vue de la chimie de réduction-oxydation (redox). L'atmosphère actuelle est oxydante en raison du grand volume d'O2 atmosphérique. Dans ce type d'atmosphère, la majorité des atomes qui forment des composés atmosphériques (par exemple C) seront sous une forme oxydée (par exemple CO2) au lieu d'une forme réduite (par exemple CH4). Dans une atmosphère réductrice, davantage d’espèces seront sous leurs formes réduites, généralement à partir de l’hydrogène. Parce qu'il y avait très peu d'O2 dans l'atmosphère prébiotique, on pense généralement que l'atmosphère prébiotique était « faiblement réduite »,, — bien que certains soutiennent que l'atmosphère était « fortement réduite »,. Dans une atmosphère faiblement réduite, des gaz réduits (par exemple le méthane, CH4, et l'ammoniac, NH3) et des gaz oxydés (par exemple CO2) coexistent. L'abondance réelle de H2 dans l'atmosphère prébiotique a été estimée en effectuant un calcul qui prend en compte la vitesse à laquelle le H2 est dégazé par els volcans vers la surface et la vitesse à laquelle il s'échappe dans l'espace . L'un de ces calculs récents indique que l'abondance de H2 dans l'atmosphère prébiotique était d'environ 400 ppm, mais aurait pu être significativement plus élevée si la source du dégazage volcanique avait été renforcée ou si l'échappement atmosphérique avait été moins efficace que prévu. Les quantités d’autres espèces réduites dans l’atmosphère peuvent ensuite être calculées à l’aide de modèles de chimie atmosphérique.

## Atmosphères post-impact
Le flux important d'impacteurs au début du système solaire aurait pu modifier considérablement la nature de l'atmosphère prébiotique. Au cours de la période de l'atmosphère prébiotique, il a pu se produire quelques impacts d'astéroïdes suffisamment importants pour vaporiser les océans et faire fondre la surface de la Terre, avec des impacts plus faibles mais en nombre important,,. Ces impacts auraient considérablement modifié la chimie de l’atmosphère prébiotique en la réchauffant, en en éjectant une partie dans l’espace et en y délivrant de nouvelles matières chimiques. Certaines études sur les atmosphères post-impact indiquent qu'ils auraient entraîné une forte réduction de l'atmosphère prébiotique pendant un certain temps après un impact important,,. En moyenne, les impacteurs des premiers temps du système solaire contenaient des minéraux hautement réduits (par exemple du fer métallique) et étaient enrichis de composés réduits qui pénètrent facilement dans l'atmosphère sous forme de gaz. Dans ces atmosphères fortement réduites après impact, des quantités significativement plus élevées de gaz réduits comme le CH4 (méthane), le HCN (cyanure d'hydrogène) et peut-être le NH3 (ammoniac) seraient présentes. Les atmosphères réduites post-impact après la condensation de l'océan devraient durer jusqu'à des dizaines de millions d'années avant de revenir à l'état stable. 

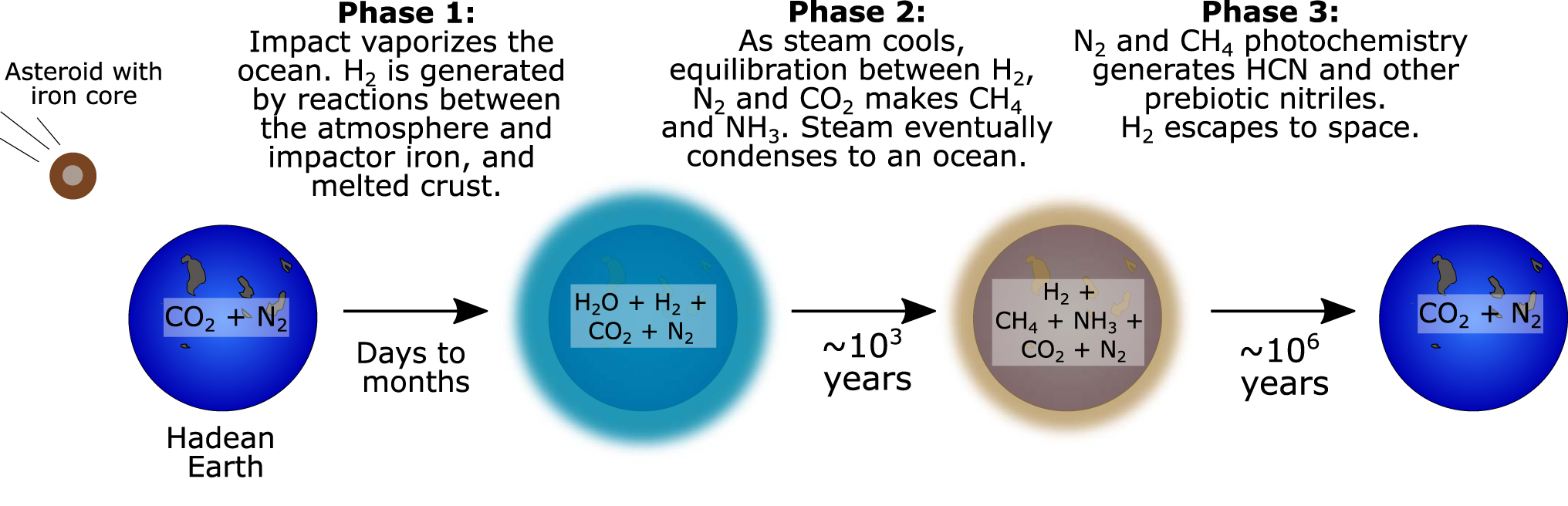
Évolution atmosphérique après un impact important d'astéroïde sur la Terre Hadéenne, illustrant comment les impacts ont pu réduire l'atmosphère prébiotique pendant des millions d'années.

## Relation avec l'origine de la vie
L'atmosphère prébiotique peut produire des composés chimiques et faciliter les conditions environnementales à la synthèse de composés organiques impliqués dans l'origine de la vie. L'expérience de Miller-Urey en 1953 a démontré que des composés potentiels impliqués dans l’origine de la vie peuvent être synthétisés. Cette expérience a été réalisée avec un postulat sur les gaz présents dans l’atmosphère prébiotique. Les ingrédients importants proposés pour l'origine de la vie comprennent, sans s'y limiter, le méthane (CH4), l'ammoniac (NH3), le phosphate, le cyanure d'hydrogène (HCN), diverses matières organiques et divers sous-produits photochimiques,,. La composition atmosphérique aurait un impact sur la stabilité et la production de ces composés à la surface de la Terre. L'atmosphère prébiotique « faiblement réduite » a pu produire certains de ces ingrédients, via des réactions avec la foudre, mais pas la totalité. D’autre part, la production et la stabilité de l’origine des ingrédients vitaux dans une atmosphère fortement réduite sont grandement améliorées, ce qui rend les atmosphères post-impact particulièrement pertinentes. Il est également proposé que les conditions nécessaires à l'origine de la vie auraient pu apparaître localement, dans un système isolé de l'atmosphère (par exemple une cheminée hydrothermale).  Cependant, les composés tels que les cyanures utilisés pour fabriquer les bases nucléiques de l’ARN seraient trop dilués dans l’océan, contrairement aux lacs terrestres. Une fois que la vie est apparue et a commencé à interagir avec l’atmosphère, l’atmosphère prébiotique est par définition passée à l’atmosphère post-biotique.